# OVW Hardcore Championship
Le OVW Hardcore Championship est un titre de catch hardcore à la Ohio Valley Wrestling. Il est créé par la World Wrestling Entertainment pour son territoire de développement à l'époque. Le titre est créé en 2000 et désactivé en 2001. Le titre a connu 5 règnes, pour un total de 4 champions différents.

## Historique du titre
| # | Champion           | Nombre de règnes | Date            | Jours     | Lieu           | Notes                                                | Réf |
| - | ------------------ | ---------------- | --------------- | --------- | -------------- | ---------------------------------------------------- | --- |
| 1 | Trailer Park Trash | 1                | 23 juin 2000    | 116 jours | Louisville     | Bat Flash Flanagan pour devenir le premier champion. | ,   |
| 2 | Mr Black           | 1                | 17 octobre 2000 | 120 jours | Louisville     |                                                      | ,   |
| 3 | Randy Orton        | 1                | 14 février 2001 | 38 jours  | Jeffersonville |                                                      | ,   |
| 4 | Flash Flanagan     | 1                | 24 mars 2001    | 42 jours  | Jeffersonville |                                                      | ,   |
| 5 | Randy Orton        | 2                | 5 mai 2001      | 0 jour    | Jeffersonville |                                                      | ,   |
| - | Désactivé          | 1                | 5 mai 2001      |           |                | Le titre est désactivé.                              |     |

## Liste des règnes combinés
| Rang | Catcheur           | Nombre de règne | Règnes combinés |
| ---- | ------------------ | --------------- | --------------- |
| 1.   | Mr Black           | 1               | 120             |
| 2.   | Trailer Park Trash | 1               | 116             |
| 3.   | Flash Flanagan     | 1               | 42              |
| 4.   | Randy Orton        | 2               | 38              |